# Don Hutchison
Donald "Don" Hutchison (født 9. maj 1971 i Gateshead, England) er en engelskfødt skotsk tidligere fodboldspiller (midtbane). Han spillede 26 kampe og scorede seks mål for det skotske landshold i perioden 2000-2010.
På klubplan spillede Hutchison hele sin karriere i England, hvor han blandt andet repræsenterede både Liverpool, Everton, Sunderland og West Ham. Han var med til at vinde FA Cuppen med Liverpool i 1992, omend han ikke var på banen i finalesejren over Sunderland.

## Titler
FA Cup
- 1992 med Liverpool